# Rinvaso
Il rinvaso è la pratica di estrazione periodica di una pianta coltivata in vaso, allo scopo di reinserirla in un contenitore di maggiori dimensioni e/o capienza, per rinnovarne il terreno di coltura e favorire l'accrescimento della pianta stessa.
L'operazione di rinvaso andrebbe eseguita ogni volta che si nota la fuoriuscita delle radici dai fori di scolo sul fondo del vaso. Il periodo migliore è la primavera o il tardo autunno, sino ai primi freddi invernali. 
Questa regola vale praticamente per tutte le piante, sia da esterni che da interni. In genere, queste ultime sono di origine tropicale e non hanno un vero e proprio periodo di stasi vegetativa, ma alle nostre latitudini rispondono positivamente all'incremento di luce naturale dei mesi primaverili.
Invece, è meglio evitare il rinvaso quando la pianta è in riposo vegetativo perché il nuovo volume di terra non verrebbe prontamente esplorato da nuove radici, ed il conseguente ristagno di umidità favorirebbe la comparsa di marciumi all'apparato radicale.
È altrettanto sconsigliabile rinvasare una pianta quando è in pieno sviluppo o, addirittura, quando è in fioritura o in fase di fruttificazione. Il rinvaso è, comunque, un'operazione traumatica per la pianta ed è preferibile eseguirlo nel momento più adatto.

## Quando rinvasare
Il rinvaso andrebbe eseguito con cadenza annuale se il contenitore è di piccole dimensioni, cioè fino ai 16–18 cm di diametro.
La sostituzione si può effettuare ogni due o più anni per vasi di più grosse dimensioni e/o quando le piante hanno, per loro natura, una crescita lenta: è questo il caso, ad esempio, delle piante succulente.
L'operazione non è necessaria per le piante di grandi dimensioni, ospitate in vasi o cassoni di dimensioni sufficienti a consentire la massima espansione dell'apparato radicale. In questi casi è comunque opportuno rinnovare annualmente lo strato di terreno superficiale.
Per rinvasare piante dotate di aculei (cactacee) e con fusto globoso, si possono usare guanti adatti, facilmente reperibili presso centri specializzati; se non si dispone di guanti un facile espediente che si può adottare, al fine di evitare dolorosi infortuni, consiste nell'usare un foglio di giornale ripiegato. Si avvolge la pianta e tenendola ferma si fa ruotare leggermente il vaso in modo che la pianta stessa si stacchi dal contenitore; per le piante a fusto lungo si afferrerà invece la pianta alla base. 
Dopo aver svasato le piante, se le radici si presenteranno troppo lunghe, le si potrà tagliare nella parte terminale; in questo caso dopo il rinvaso si attenderà qualche giorno prima di procedere all'annaffiatura, per consentire alla parte tagliata di asciugare ed evitare marciumi. Prima del rinvaso si procederà a chiudere il foro con un coccio rovesciato; si aggiungerà della sabbia molto grossolana, poi della sabbia fine e per ultimo il terriccio.
Un metodo alternativo di rinvaso, che nel contempo permette di creare all'interno del contenitore una consistente riserva d'acqua, sufficiente per almeno quindici giorni (trenta nel caso di cactacee e succulente), contempla l'utilizzo di un nuovo prodotto, introdotto recentemente sul mercato. Si tratta di una tasca in materiale filtrante (tessuto non tessuto), che contiene a proprio interno tutto il necessario. È necessario immergere preventivamente il prodotto in acqua e attendere almeno 40 minuti, per dare tempo ai cristalli di poliacrilamide di espandersi completamente (assorbono sino a 450 volte il proprio peso in acqua), inserirlo nel vaso di diametro adatto e completare il rinvaso.
Il fertilizzante a lento rilascio, contenuto all'interno dell'involucro, garantisce il corretto apporto di sostanze nutritive durante l'intera stagione vegetativa. Secondo le indicazioni fornite dal produttore, il dispositivo  è inoltre in grado di trattenere qualsiasi elemento chimico aggiunto all'acqua di irrigazione. Assorbe pertanto l'eccesso di sostanze fertilizzanti, battericide, fungicide ecc., e le restituisce alle terminazioni radicali secondo il reale fabbisogno delle piante.